# Ça ira (opera)
Ça ira (sottotitolo There Is Hope) è un'opera lirica in tre atti del compositore britannico Roger Waters su libretto di Étienne Roda-Gil, presentata in anteprima mondiale il 17 novembre 2005 all'Auditorium Parco della Musica di Roma e diretta da Rick Wentworth con Bryn Terfel, Paul Groves, Ying Huang, Coro Lirico Sinfonico Romano, Piccolo coro Romano e Orchestra Roma Sinfonietta.
Il tema dell'opera è la Rivoluzione francese ed il pericolo che spesso da grandi movimenti libertari si possa arrivare al terrore ed alle dittature.
Il titolo deriva da un omonimo canto popolare della Rivoluzione francese, che tradotto in italiano significa Si farà!.
L'album ha raggiunto la quinta posizione nella classifica Classical Albums.

## Trama

### Atto 1

#### Scena 1: Un giardino di Vienna: 1765
Maria Antonietta, ancora bambina, fantastica sulla sua futura vita come regina di Francia. L’uccello onesto, che ha sentito, le ricorda che la sua vita privilegiata è possibile solo grazie alle sofferenze ed alle privazioni patite dal popolo. Insensibile, Maria Antonietta scaccia l’importuno.

#### Scena 2: Scettri ed uccelli
L’uccello onesto viene accolto da Marie-Marianne, dove può cantare liberamente, maturando e divenendo quindi rivoluzionario. Insieme a Marie-Marianne, incoraggia il popolo ad esprimere le loro aspirazioni più profonde. Le prime formulazioni sono incoerenti, infatti molti aspirano a diventare quello che i rivoluzionari vorrebbero abbattere. Ma, poco a poco, il desiderio di attuare la Repubblica prende il sopravvento...

#### Scena 3 :Le rimostranze del popolo
Un giovane prete ha scritto un elenco delle lamentele popolari. Il re e la regina stanno guardando la scena dalla loggia reale, sprezzanti, assaporando piatti raffinati. Monsieur Loyal (il presentatore del circo) ricorda allora i fallimenti del re e che il paese è ormai in rovina.

#### Scena 4: La Francia nello scompiglio
Monsieur Loyal racconta la discesa a Parigi di 100.000 persone che soffrivano la fame; di questi, 300 sono stati abbattuti sulle barricate. Marie-Marianne ricorda a tutti che solo la ragione potrà impedire all'uomo di sprofondare nella follia e nella barbarie, e che solo essa condurrà all'accettazione universale dei diritti umani. Monsieur Loyal si chiede se esistano in Francia uomini e donne che possiedano questa ragione.

#### Scena 5: La presa della Bastiglia
Monsieur Loyal, il prete rivoluzionario ed il coro raccontano la Presa della Bastiglia. Monsieur Loyal si domanda quale sarà il nuovo potere che i rivoluzionari potranno instaurare. L’agitatore lo rassicura: il nuovo ordine sarà fondato sulla giustizia, l'equità ed i diritti dell’uomo.

### Atto 2

#### Scena 1: Danze e marce
La regina, al castello di Versailles, si annoia. Organizza allora, un sontuoso ballo, dove gli ospiti sono i membri delle forze armate che sono rimasti fedeli al re. La rivoluzione comunque sta arrivando: il popolo affamato, partito da Parigi arriva a Versailles. Il re, la regina e il delfino, catturati, vengono portati al Palazzo delle Tuileries dalla folla.

#### Scena 2: La lettera
Il re, prigioniero nel Tuileries, scrive a suo cugino, il re di Spagna, descrivendo la sua precaria situazione, ed implorandolo di venire in suo aiuto.

#### Scena 3: Schiavitù
Nelle colonie francesi, in particolare a Santo Domingo, la rivoluzione prende piede: agricoltori e proprietari terrieri stanno cercando di strappare il potere ai governatori reali. In Francia, all'Assemblea nazionale costituente, si chiede l'emancipazione degli schiavi.

#### Scena 4: Editto papale
Il papa considera il testo dei diritti dell'uomo, approvata dall'Assemblea nazionale nel mese di agosto 1789 un peccato e lo condanna. Il prete, l'agitatore e pochi altri fanno allora voto di continuare a lottare perché i diritti umani vengano applicati.

### Atto 3

#### Scena 1: Il re fuggitivo
Ancora prigionieri alle Tuileries, i reali cercano di fuggire in Alsazia-Lorena, dove il Marchese Bouille sta raccogliendo i monarchici rimasti fedeli alla corona. La regina cerca di farsi passare per la Baronessa Korrf ed il Re per il suo cameriere, ma vengono riconosciuti, arrestati e riportati a Parigi.
L'Assemblea nazionale, che vorrebbe instaurare una monarchia costituzionale non condanna il re, ma gli toglie gli ultimi poteri. Il popolo infuriato, si ribella, firmando una petizione repubblicana e marciando sui Campi Elisi. La Guardia Nazionale apre il fuoco ed uccide cinquanta cittadini inermi. Nonostante questo, l'Assemblea Nazionale reinveste il re e la monarchia dalla Costituzione del 1789.

#### Scena 2: La Comune di Parigi
Il fervore rivoluzionario, tuttavia, è ancora presente nell'insurrezione popolare della Comune di Parigi. La guardia nazionale, compresi i contingenti di Marsiglia sostengono la Comune e si apprestano a difendere la città contro un possibile attacco austriaco. La Comune condanna il parlamento. Il palazzo delle Tuileries viene assaltato, è la fine della monarchia.

#### Scena 3: L'esecuzione di Luigi Capeto
La guerra contro l’Austria e la Prussia scoppia nella primavera del 1792 e fornisce un motivo per accusare il re di tradimento e condannarlo alla ghigliottina.

#### Scena 4: Maria Antonietta – L'ultima notte sulla terra
La regina viene imprigionata. Scrivendo la sua ultima lettera, indirizzata alla cognata, esprime il dolore per essere separata dal figlio. Arriva un sacerdote che altri non è che l'uccello onesto del giardino di Vienna. Inizialmente la regina non lo riconosce, ma poi, disperata, cade tra le sue braccia. I pagliacci del circo li separano e portano via Maria Antonietta.

#### Scena 5: Libertà
La regina è stata giustiziata. Gli spettatori della scena riflettono sulla contraddizione di utilizzare la ghigliottina come mezzo per ottenere la libertà. Monsieur Loyal e Marie Marianne spiegano che ognuno ha il diritto alla sicurezza e alla pace ed a una vita dignitosa, e che nessuno deve prosperare a scapito degli altri.
"Questa è la promessa della Repubblica. Si farà. "

## Tracce

### Disco uno

#### Atto 1
1. The Gathering Storm – 1:38
2. Overture – 4:06
3. Scene 1: A Garden in Vienna 1765 – 0:53
4. Madame Antoine, Madame Antoine – 2:53
5. Scene 2: Kings Sticks and Birds – 2:41
6. Honest Bird, Simple Bird – 2:10
7. I Want to Be King – 2:37
8. Let Us Break All the Shields – 1:45
9. Scene 3: The Grievances of the People – 4:40
10. Scene 4: France in Disarray – 2:34
11. To Laugh is to Know How to Live – 1:44
12. Slavers, Landlords, Bigots at Your Door – 3:36
13. Scene 5: The Fall of the Bastille – 1:34
14. To Freeze in the Dead of Night – 2:19
15. So to the Streets in the Pouring Rain – 4:17

#### Atto 2
1. Scene 1: Dances and Marches – 2:11
2. Now Hear Ye! – 2:18
3. Flushed With Wine – 4:31
4. Scene 2: The Letter – 1:39
5. My Dear Cousin Bourbon of Spain – 2:48
6. The Ship of State is All at Sea – 1:46
7. Scene 3: Silver Sugar and Indigo – 0:55
8. To The Windward Isles – 4:50
9. Scene 4: The Papal Edict – 1:17
10. In Paris There's a Rumble Under the Ground – 6:19

### Disco due

#### Atto 3
1. Scene 1: The Fugitive King – 2:21
2. But the Marquis of Boulli Has a Trump Card Up His Sleeve – 4:27
3. To Take Your Hat Off – 2:40
4. The Echoes Never Fade from That Fusillade – 3:15
5. Scene 2: The Commune de Paris – 2:43
6. Vive la Commune de Paris – 3:16
7. The National Assembly is Confused – 2:41
8. Scene 3: The Execution of Louis Capet – 1:39
9. Adieu Louis for You It's Over – 3:45
10. Scene 4: Marie Antoinette – The Last Night on Earth – 1:39
11. Adieu My Good and Tender Sister – 5:09
12. Scene 5: Liberty – 2:51
13. And in the Bushes Where They Survive – 6:52